# Vtáčnik (hora)
Vtáčnik (1346 m n. m.) je výrazná skalnatá hora v hlavním hřebeni stejnojmenného pohoří. Nachází se asi sedmnáct kilometrů jižně od Prievidze a osmnáct kilometrů východně od Partizánskeho na hranici Trenčínského a Banskobystrického kraje (okresy Prievidza a Žarnovica). Horu pokrývá smíšený les. Samotný vrchol je částečně odlesněný a umožňuje výhledy na Štiavnické, Kremnické a Strážovské vrchy, na Velkou a Malou Fatru a Žiarskou a Hornonitranskou kotlinu.

## Přístup
- po červené značce z Kláštorské skaly (1279 m) nebo z Malé Homôlky (1298 m)
- po modré značce z Bystričan
- po zelené značce z Veľké Lehoty nebo z Kľaku

## Chráněné území
Vtáčnik a jeho okolí je chráněn jako národní přírodní rezervace. Rezervace se nachází v katastrálních územích obcí Lehota pod Vtáčnikom, Kľak a Kamenec pod Vtáčnikom v okrese Žarnovica a okrese Prievidza v Banskobystrickém kraji a Trenčínském kraji. Území bylo vyhlášeno v roce 1950 a jeho rozloha je 245,62 hektaru. Předmětem ochrany jsou typická vrcholová společenstva bučin vystavená extrémním klimatickým poměrům. Podobná společenstva jsou i v jiných pohořích, kde však vznikla převážně odstraněním výše položených společenstev smrčin a kosodřevin.